# Adermatoglifia
L'adermatoglifia è un'anomalia della pelle umana caratterizzata dall'assenza delle impronte digitali sia sui polpastrelli sia sulle palme di mani e piante dei piedi. Questa disfunzione è estremamente rara, fino al 2011 si annoverano solo quattro famiglie affette da essa.
Uno studio del 2011, condotto su una famiglia svizzera nella quale la malattia è particolarmente frequente, ha riscontrato che la causa è un'anomalia genetica legata alla mutazione del gene SMARCAD1. Questo gene, nei pazienti affetti, è presente in una versione breve espressa esclusivamente nella pelle ed è associato anche a un numero ridotto di ghiandole sudoripare.